# Phlogophora gamoeënsis
Phlogophora gamoeënsis är en fjärilsart som beskrevs av Louis Beethoven Prout 1926. Phlogophora gamoeënsis ingår i släktet Phlogophora och familjen nattflyn. Inga underarter finns listade i Catalogue of Life.